# Daniela Jaworska
Daniela Jaworska (Polonia, 4 de enero de 1946) fue una atleta polaca especializada en la prueba de lanzamiento de jabalina, en la que consiguió ser campeona europea en 1971.

## Carrera deportiva
En el Campeonato Europeo de Atletismo de 1971 ganó la medalla de oro en el lanzamiento de jabalina, llegando hasta los 61.00 metros que fue récord de los campeonatos, superando a las alemanas Ameli Koloska y Ruth Fuchs (bronce con 59.16 metros).